# Estuario del Sado
El estuario del Sado es un estuario de Portugal localizado en la parte central de la costa Atlántica, al sur de la península de Setúbal. Está separado del mar por la arenosa península de Troia y en él desagua el río Sado, que con 180 km de curso, es uno de los principales ríos portugueses que discurren exclusivamente en su propio territorio.
El estuario desagua en el océano Atlántico a través de un angosto estrecho de menos de 2 km de anchura, entre las estribaciones costeras de la sierra de Arrábida (donde está la fábrica de cemento Secil) y la punta de la península de Tróia. La costa norte del estrecho está protegida, siendo parte del Parque natural de la Arrábida.
En la lengua arenosa de la península de Tróia se han construido muchos hoteles, restaurantes y piscina, aprovechando turísticamente sus playas de blanca arena frente al Atlántico y el estuario. En el estuario se practica la pesca y la navegación recreativa. En el interior del estuario se encuentran los astilleros navales de Mitrena (ex-Setnave), actual centro laboral de Lisnave, que generan un tráfico marítimo que ha contaminado fuertemente el estuario en épocas pasadas.

## Reserva natural
En el estuario se ha declarado una Reserva Natural del Estuario del Sado (Reserva Natural do Estuário do Sado), que protege un área de 231,60 km² de los concejos de Setúbal, Alcácer do Sal, Grândola y Palmela (Decreto-Ley n.º 430/80, de 1 de octubre), con el fin de resolver la contaminación y proteger el patrimonio natural de interés botánico y faunístico existente. Está también clasificado como Biotopo CORINE.
Es un lugar de nidificación, reposo o invernado para diversas aves como por ejemplo cigüeñas, flamencos y patos, y de desova, desarrollo y crecimiento de varios peces y del delfín nariz de botella.

## Enlaces externos

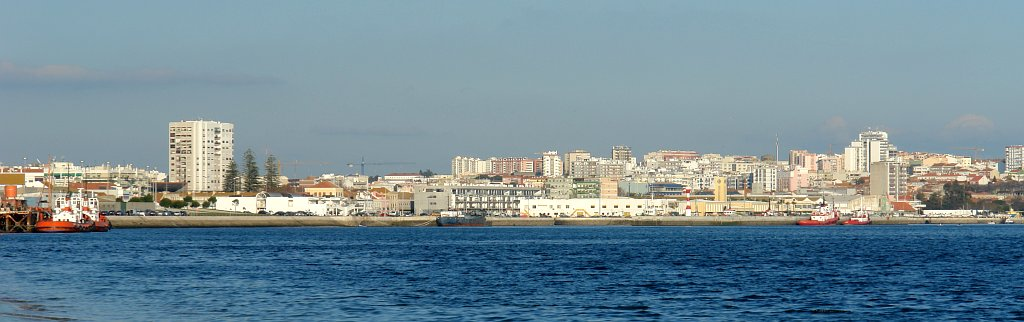
Vista panorámica de la ciudad de Setúbal, en la boca del estuario, en la orilla norte

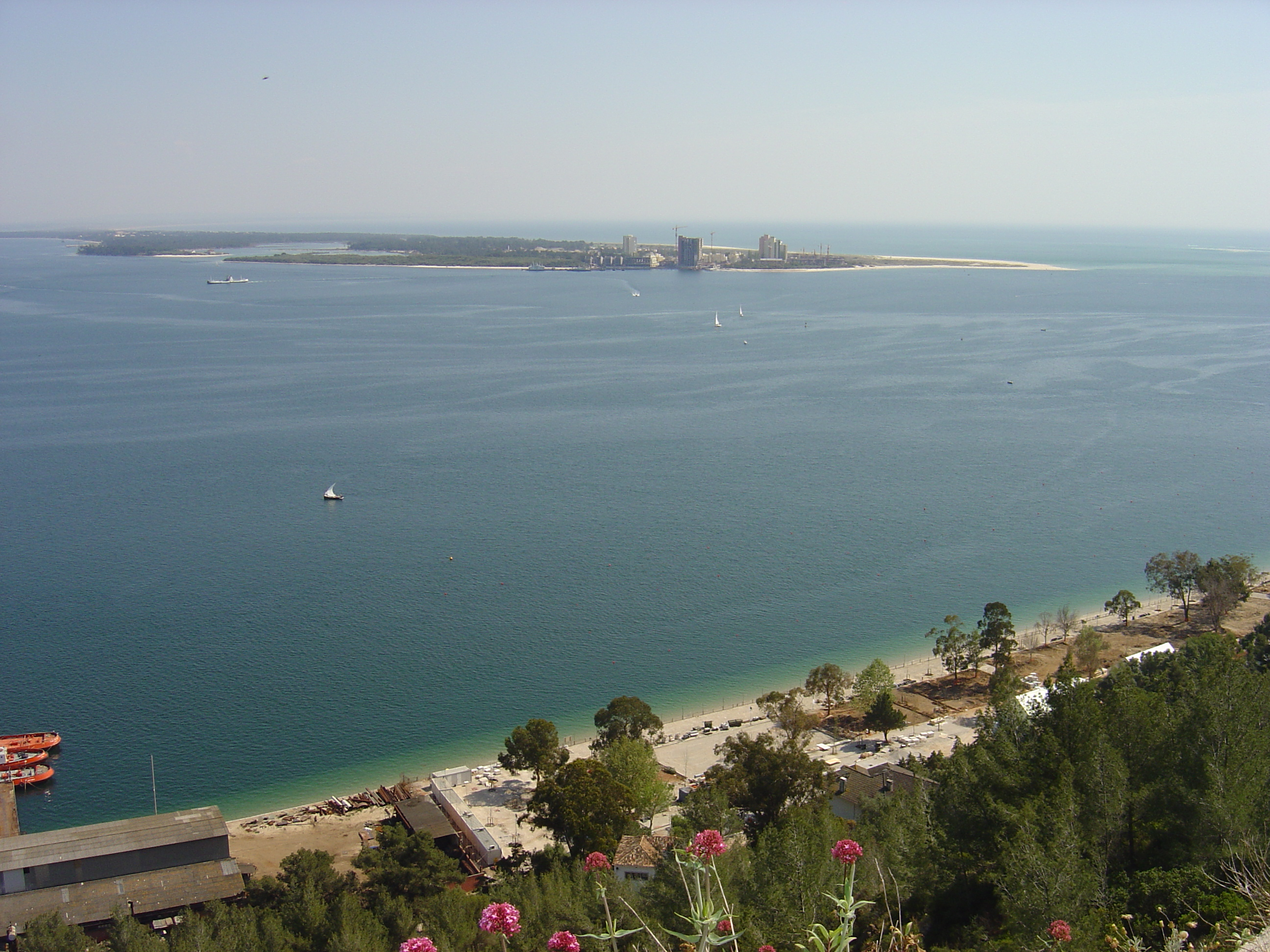
Vista de la boca del estuario, con la península de Tróia al fondo (vista desde Setúbal)